# Bahía de Paracas
La Bahía de Paracas es una bahía poco profunda de la costa del Perú localizada en el extremo sur de la bahía de Pisco. Constituye un entrante del océano Pacífico en el litoral de la provincia de Pisco, dentro del departamento de Ica. Su área es de aproximadamente 36 km², y se extiende desde la playa Media Luna hasta la punta Pejerrey. Es una bahía semicerrada, con alta productividad biológica, que se encuentra dividida por el límite norte de la Reserva nacional de Paracas, una reserva natural que protege y conserva muestras representativas de la diversidad biológica de los ecosistemas marino-costeros del Perú.
El borde costero de la bahía se caracteriza por la presencia de humedales reconocidos por la Convención Relativa de Humedales de Importancia Internacional especialmente como Hábitat de Aves Acuáticas (RAMSAR), que está conformado por playa Santo Domingo, La Aguada, Cangrejal, El Sequión y playa Atenas, albergando a una población de aves residentes y de migración estacional de especies protegidas.

## Descripción geográfica
La bahía de Paracas se encuentra ubicada entre los paralelos 13°47’48” y 13°51’58” de latitud sur, limita al oeste y al sur con la península de Paracas, y al este con tierra firme; tiene una extensión aproximada del borde costero de 24 km. Presenta una longitud de 8 km de norte a sur y de unos 6,5 km de este a oeste, con una profundidad máxima aproximada de 14 m, las que se encuentran ubicadas frente al puerto San Martín con dirección este; sin embargo, la mayor parte de la bahía se encuentra a menos de 5 metros de profundidad.
El lado sureste de la bahía es un seno que se le conoce con el nombre de la Aguada y hacia el lado suroeste existe otro seno más pequeño, llamado Flamenco o Sequión. La parte oriental y meridional de la bahía de Paracas la forman playas con terrenos interiores arenosos de poca altura; mientras en el lado occidental lo conforman los cerros de la península de Paracas, que se elevan hasta 200 metros de altura.
La bahía de Paracas, se caracteriza por sus aguas tranquilas y mansas, pues en ella no se producen bravezas de mar y tiene casi la quietud de una laguna; el fondo de la bahía está cubierto de grava, arena y fango.
En el lado nor‑occidental de la bahía está situado el Puerto General San Martín, uno de los principales puertos marítimos del Perú. La costa oriental de la bahía alberga residencias privadas y turísticas, caletas artesanales, centros de maricultura y plantas pesqueras.

## Diversidad biológica
Se reconoce a la bahía de Paracas y su zona de influencia como un centro importante de biodiversidad. La mayor diversidad se encuentra en la zona marino-costera, donde algas, artrópodos marinos, aves y peces aportan la mayor diversidad específica. Toda esta singular riqueza biológica está representada principalmente por 23 especies de poliquetos, 11 especies de crustáceos, 5 especies de moluscos, 1 especie de equinodermo, 1 especie de nemertea y 2 especies de otros grupos, como platelmintos y anémonas de mar.
La sección suroeste de la bahía constituye el humedal más importante de la Reserva nacional de Paracas, esta zona está considerada como un ecosistema que brinda refugio, alimentación y lugar de nidificación a numerosas especies de aves entre las que destacan el flamenco sudamericano o parihuana (Phoenicopterus chilensis), gaviota peruana (Larus belcheri), gaviota gris (Larus modestus), gaviota dominicana (Larus dominicanus), macá grande (Podiceps major), pato cuervo (Phalacrocorax olivaceus), pelícano peruano (Pelecanus thagus), piquero peruano (Sula variegata), playero blanco (Calidris alba), playerito semipalmado (Calidris pusilla), playerito occidental (Calidris mauri), gaviotín elegante (Sterna elegans),  chorlo ártico (Pluvialis squatarola), pata amarilla (Tringa melanoleuca), gaviota de franklin (Larus pipixcan), picotijera (Rhynchops nigra), entre otras.
El mundo submarino de la bahía de Paracas muestra un impresionante paisaje y mucha vida, donde los peces e invertebrados son los grupos taxonómicos más representativos. Las especies más abundantes de peces está representada por el pejerrey (Odontesthes regia regia), lisa (Mugil cephalus), anchoveta (Engraulis ringens), pez guitarra (Pseudobatos planiceps), sardina (Sardinops sagax sagax), etc. Los invertebrados entre moluscos y crustáceos se encuentran el Synus cymba, Nassarius gayi, Littorina peruviana, Argopectenpurpuratus, Epatus chilensis, Ocypodegaudichaudii, Pagurus edwardssi, etc.
Las especies de reptiles encontradas en la bahía corresponden al gekko (Phyllodactylus angustidigitus), la lagartija peruana (Microlophus peruvianus), la tortuga prieta (Chelonia agassizii), la tortuga dorso de cuero (Dermochelys coriacea), entre otras.
Con respecto a los mamíferos marinos destacan las dos especies de lobos marinos, el fino (Arctophoca australis) y el chusco (Otaria flavescens); y a través de la familia de los mustélidos, una especie de carnívoro, la nutria marina o chingungo (Lontra felina). También se han registrado la presencia de delfines como el delfín nariz de botella (Tursiops truncatus) que se desplaza para alimentarse desde la boca del río Pisco hasta el muelle El Chaco, el delfín común (Delphinus capensis), el delfín oscuro (Lagenorhynchus obscurus) y la marsopa espinosa (Phocoena spinipinnis), los cuales han sido observados con frecuencia por pescadores y deslizadores de turistas a diferentes horas del día.
Esta bahía también se caracteriza por contener importantes praderas de macroalgas marinas, que forman bosques bajo el mar, la cual sostiene una rica biodiversidad marina. Las principales especies de algas son el yuyo (Chondracanthus chamissoi), lechuga de mar (Ulva papenfussi), alga parda (Desmarestia peruviana), alga roja (Gigartina chamissoi), entre otras